# Lijst van voetbalinterlands Djibouti - Tanzania
Deze lijst van voetbalinterlands is een overzicht van alle officiële voetbalwedstrijden tussen de nationale teams van Djibouti en Tanzania. De landen hebben tot op heden vijf keer tegen elkaar gespeeld. De eerste wedstrijd, een groepswedstrijd tijdens de CECAFA Cup 1994, vond plaats op 3 december 1994 in Nairobi (Kenia). Het laatste duel, een groepswedstrijd tijdens de CECAFA Cup 2011, werd gespeeld in Dar es Salaam op 29 november 2011.

## Wedstrijden
| № | Plaats        | Datum            | Competitie      | Wedstrijd           | Uitslag |
| - | ------------- | ---------------- | --------------- | ------------------- | ------- |
| 1 | Nairobi       | 3 december 1994  | CECAFA Cup 1994 | Tanzania − Djibouti | 3 − 0   |
| 2 | Kigali        | 26 juli 1999     | CECAFA Cup 1999 | Djibouti − Tanzania | 1 − 2   |
| 3 | Kigali        | 13 december 2001 | CECAFA Cup 2001 | Tanzania − Djibouti | 4 − 1   |
| 4 | Addis Abeba   | 1 december 2006  | CECAFA Cup 2006 | Tanzania − Djibouti | 3 − 0   |
| 5 | Dar es Salaam | 29 november 2011 | CECAFA Cup 2011 | Tanzania − Djibouti | 3 − 0   |

## Samenvatting
| Competitie | Totaal gespeeld | Winst Djibouti | Gelijk | Winst Tanzania | Doelsaldo Djibouti – Tanzania |
| ---------- | --------------- | -------------- | ------ | -------------- | ----------------------------- |
| CECAFA Cup | 5               | 0              | 0      | 5              | 2 − 15                        |
| Totaal     | 5               | 0              | 0      | 5              | 2 − 15                        |

Wedstrijden bepaald door strafschoppen worden, in lijn met de FIFA, als een gelijkspel gerekend.
FDF · A-internationals · Djiboutiaans vrouwenelftal · Olympisch elftal · 
1990 – 1999 ·
2000 – 2009 ·
2010 – 2019 ·
2020 − 2029
1994 · 
1995 · 
1996 · 
1997 · 
1998 · 
1999 · 
2000 · 
2001 · 
2002 · 
2003 · 
2004 · 
2005 · 
2006 · 
2007 · 
2008 · 
2009 ·
2010 · 
2011 · 
2012 ·
2013 ·
2014 ·
2015 · 
2016 ·
2017 ·
2018 ·
2019 ·
2020 ·
2021 ·
2022 ·
2023 ·
2024
Algerije ·
Burkina Faso ·
Burundi ·
Comoren ·
Congo-Kinshasa ·
Egypte ·
Equatoriaal-Guinea ·
Eritrea ·
Ethiopië ·
Gambia ·
Guinee-Bissau ·
Jemen ·
Kenia ·
Libanon ·
Liberia ·
Malawi ·
Mauritius ·
Namibië ·
Niger ·
Oeganda ·
Pakistan ·
Rwanda ·
Sierra Leone ·
Soedan ·
Somalië ·
Swaziland ·
Tanzania ·
Togo ·
Tunesië ·
Zambia ·
Zimbabwe ·
Zuid-Soedan
FAT · A-internationals · Olympische elftal · Vrouwenelftal
Algerije ·
Angola ·
Benin ·
Botswana ·
Brazilië ·
Bulgarije ·
Burkina Faso ·
Burundi ·
Centraal-Afrikaanse Republiek ·
China ·
Congo-Brazzaville ·
Congo-Kinshasa ·
Djibouti ·
Egypte ·
Equatoriaal-Guinea ·
Eritrea ·
Ethiopië ·
Gabon ·
Gambia ·
Ghana ·
Guinee ·
Indonesië ·
Ivoorkust ·
Jemen ·
Kaapverdië ·
Kameroen ·
Kenia ·
Lesotho ·
Liberia ·
Libië ·
Madagaskar ·
Malawi ·
Marokko ·
Mauritanië ·
Mauritius ·
Mongolië ·
Mozambique ·
Namibië ·
Nieuw-Zeeland ·
Niger ·
Nigeria ·
Oeganda ·
Palestina ·
Rwanda ·
Saoedi-Arabië ·
Senegal ·
Seychellen ·
Soedan ·
Somalië ·
Swaziland ·
Togo ·
Tsjaad ·
Tunesië ·
Zambia ·
Zimbabwe ·
Zuid-Afrika